# Johann Christian von Lindenowski
Johann Christian von Lindenowski (eigentlich Johann Christian Lindenow; * 13. August 1736 in Danzig, Polnisch-Preußen; † 17. Juli 1813 in Freie Stadt Danzig) war ein preußischer Verwaltungsbeamter und erster Oberbürgermeister von Elbing und Danzig unter preußischer Herrschaft.

## Leben
Der Vater Martin Christian Lindenow war Kaufmann der Dritten Ordnung in Danzig, die Mutter war Anna Euphrosyne Freislich. Nach dem Tod des Ehemanns heiratete sie die preußischen Residenten in Danzig Johann von Wagenfeldt (1740) und Benjamin Reimer (1750). Der Junge besuchte die Petrischule und das Gymnasium in Danzig (1751) und anschließend das Kadettenhaus in Berlin (seit 1752). Er nahm seit 1756 am Siebenjährigen Krieg in preußischen Diensten teil und wurde 1759 wegen Verwundung im Rang eines Premier-Lieutenants aus dem Militärdienst entlassen.
Ab 1763 war Lindenow Steuerrat im ostpreußischen Neidenburg. Vor 1770 änderte er seinen Namen in Lindenowski und beantragte die Erhebung in den preußischen Adelsstand wegen angeblicher adliger Vorfahren, die ihm 1789 gewährt wurde.
Im November 1772 übernahm Lindenowski die Leitung der Stadtverwaltung in Elbing nach der preußischen Annexion und war dort ab 1773 Oberbürgermeister und Steuerrat. 1780 wurde er wegen angeblicher Duldung unkorrekter Gewichte der Elbinger Kaufleute aus dem Amt entlassen. Nach seiner Rehabilitierung wurde er 1782 zunächst kurzzeitig Steuerrat in Schidlitz.
Im selben Jahr wurde von Lindenowski zum preußischen Residenten (Gesandten) in Danzig ernannt, wie schon seine Stiefväter. Er versuchte in den folgenden Jahren, die Patrizier der Stadt zu einer freiwilligen Unterstellung unter die preußische Herrschaft zu überzeugen und schrieb regelmäßige Berichte über die Lage in der Stadt an preußische Behörden. Nach der militärischen Eroberung wurde von Lindenowski 1793 zunächst kommissarischer Leiter der Stadtverwaltung und im darauffolgenden Jahr Oberbürgermeister, Polizeidirektor und Geheimer Kriegsrat. 1803 wurde er pensioniert.